# Marilena (telenovela)
Marilena (Abigail), è una telenovela venezuelana prodotta dalla Coral nel 1988 e 1989 per una serie di 257 puntate da 45 minuti circa. La telenovela è una delle più lunghe e più seguite in Italia, dove ha avuto molto successo, tanto da entrare nella terna di "miglior telenovela" alla serata dei Telegatti del 1991 ed è ancora oggi è uno dei titoli più amati dagli amanti del genere. I due protagonisti, Catherine Fulop e Fernando Carrillo, sono stati realmente sposati nella vita per poi divorziare qualche anno più tardi. La sigla della messa in onda su Rete 4 e alcune emittenti locali come Telenorba era il brano Pazza idea (seconda versione) cantato da Patty Pravo, mentre dalla messa in onda su Lady Channel la sigla è un brano strumentale.

## Trama
La storia narra dell'amore fra Marilena Guzmán, una bellissima, ricca e viziata studentessa del prestigioso collegio San Lazzaro, e Alessandro Ruiz, il suo insegnante di lettere proveniente da un contesto sociale molto diverso dal suo. Un amore ostacolato dalla differenze caratteriali e dai comportamenti alquanto discutibili della capricciosa e volitiva protagonista. Per sfuggire all'amore della sua alunna, Alessandro sposa la collega Maria Chiara Martinez, la giovane insegnante di matematica del San Lazzaro dai modi timidi e dolci non pensando minimamente che Marta, sua madre, avrebbe reso la vita della povera sposina un vero inferno. Ma nel cuore di Alessandro però non c'è spazio per Maria Chiara e quando capisce di non poter reprimere l’amore che prova per Marilena i due scappano insieme. Dopo aver ottenuto il divorzio da Maria Chiara Martinez, Alessandro sposa Marilena, ma i due sono troppo diversi, e il loro matrimonio ben presto si rivela un fallimento, soprattutto a causa dei capricci di Marilena che è troppo immatura per prendere seriamente la vita coniugale. Ben presto la ragazza si stanca di Alessandro (che non riesce ad adattarsi alla vita dell'alta società), ammette di non averlo mai amato davvero e di averlo conquistato solo per gioco e per vendicarsi della professoressa Martinez. Marta preoccupata per la sorte del figlio si rivolge a Maria Chiara supplicandola di ritornare con lui e strapparla dalle braccia di Marilena ma la professoressa, già provata da quanto successo precedentemente, non ne vuole proprio sapere e sebbene ancora innamorata dell'ex marito, rifiuta la proposta. Marilena decisa a chiedere il divorzio, continua a litigare con Alessandro che vedendosi denigrato, si rifiuta di concederglielo. Lo scopo di Marilena è quello di ritornare ad essere libera per correre tra le braccia di Lorenzo, ma ormai Lorenzo, stanco dei continui tira e molla si rifiuta di assecondare l'ennesimo capriccio della ragazza e la allontana definitivamente dalla sua vita. I giochi della viziata Marilena cominciano a fallire e la ragazza rimane sempre più sola e isolata da tutti. Un giorno, non vista, Marilena ascolta casualmente una discussione tra Lucilla e suo padre scoprendo così di non essere la figlia naturale di Maurizio Guzmán, ma una donna senza passato, prelevata in fasce dalla stessa Lucilla per metterla in salvo da una pericolosa e inquietante setta di fanatici religiosi ubicati ad Haiti. Seriamente sconvolta dalla notizia, scappa di casa insieme alla propria governante Patrizia facendo perdere le sue tracce. Passano i mesi, e mentre Alessandro, che ha ereditato una cospicua fortuna, è diventato un imprenditore di successo, Marilena conduce una vita modesta vivendo in un monolocale con la sola Patrizia. Nonostante il tempo e la distanza Alessandro non ha mai smesso di amare Marilena mentre la ragazza comincia seriamente a interrogarsi su cosa è stata la sua vita e su cosa vorrebbe fare in futuro. Si mostra alquanto pentita per il male fatto ad Alessandro e comincia a capire che lui è l'uomo della sua vita, l'unico che potrebbe renderla davvero felice. Tuttavia la loro storia sembra irrimediabilmente compromessa e finita per sempre, finché un giorno Marilena scopre di essere incinta. Marilena decide dunque di tornare a casa per informare Alessandro della gravidanza, ma l'uomo è partito per un viaggio d'affari. A riceverla trova Marta, la possessiva e autoritaria madre di Alessandro, che ha sempre provato un forte astio nei confronti di Marilena in quanto la ritiene responsabile dei problemi che sta vivendo il figlio ma anche per avergli distrutto il matrimonio con Maria Chiara. Dopo averla umiliata la donna la caccia di casa malamente e così Marilena, dopo essere stata accompagnata in ospedale da un passante fermatosi a prestarle soccorso, dà alla luce un bambino cui darà il nome del padre, Alessandro. Tuttavia, sentendosi ormai sola al mondo e in preda alla disperazione, lo abbandona affidandolo a una tassista che poco prima aveva rischiato di investirla mentre attraversava la strada con il neonato fra le braccia, salvo poi rinsavire e rendersi cinto di ciò che ha fatto. Marilena si mette alla disperata ricerca della donna ma ogni tentativo di ritrovarla si rivela inutile. Un giorno, Lorenzo per caso è costretto a prendere il taxi guidato da Cristina, colei che ha avuto il bambino da Marilena e dopo una serie di discorsi intuisce che è lei la donna che Marilena sta cercando disperatamente. Come una furia, a bordo della sua motocicletta corre verso Marilena per informarla ma la sorte per lui sarà nefasta. Verrà investito da un'auto in corsa e morirà in ospedale, senza riuscire a rivelare nulla, davanti agli occhi di una disperata Marilena che tanto male aveva arrecato al ragazzo. Questo evento segna profondamente Marilena che, da ragazzina capricciosa e infantile, diventa una giovane donna gentile e determinata a ritrovare il figlio perduto. Passano dieci anni, Marilena e Alessandro si sono riconciliati e hanno adottato una bambina (Sabrina). Marilena ha dedicato tutta la sua vita alla ricerca del figlio, trascurando il suo matrimonio con Alessandro che nel frattempo ha iniziato una relazione extraconiugale con Viviana, una cameriera che lavora presso casa Ruiz-Guzmán. Ma l'amore che lega Marilena e Alessandro è più forte di qualsiasi ostacolo, e alla fine i due si riconciliano. Passano altri sei anni e Marilena conduce una vita tranquilla insieme alla sua famiglia, ma non passa giorno senza pensare al figlio che aveva abbandonato molto anni prima. Il destino vuole però che proprio il figlio Alessandro, detto "Chicco", bisognoso di soldi per poter pagare delle cure molto costose alla madre, una notte s'introduca in casa Ruiz-Guzmán per derubare, senza sapere di essersi introdotto nella casa dei suoi veri genitori. Marilena, che nel giovane rivede il figlio perduto e mai dimenticato, da quel momento in avanti prenderà il ragazzo sotto la sua protezione. Chicco, diventato ormai un ragazzo di sedici anni incredibilmente somigliante al padre, si affeziona molto a quella donna che non sa essere la sua vera madre. Ma quando Marilena riconoscerà nella madre di Chicco la stessa donna alla quale aveva affidato il figlio anni prima, cercherà in tutti i modi di guadagnarsi l'affetto del giovane, scatenando però la gelosia della stessa Cristina, timorosa di perdere quello che ormai considera un figlio, che di Alessandro, che si convince che il ragazzo sia l'amante della moglie. In realtà Chicco non è innamorato di Marilena, bensì di Sabrina, la figlia adottiva di Marilena e Alessandro e che in seguito scoprirà di essere affetta da una grave malattia. Le cose si complicano ulteriormente quando si presenta nelle loro vite Rosalba, la vera madre di Sabrina, che farà di tutto per allontanare la propria figlia dai suoi genitori adottivi, mentre la storia fra Alessandro e Marilena sarà messa a dura prova da Alvaro Dos Santos, un socio di Alessandro che perderà la testa per Marilena (e che in seguito si rivelerà essere il vero padre di Sabrina), e da Maria Paola, la perfida sorella gemella di Maria Chiara, apparentemente mite e gentile come la sorella ma che si rivelerà essere una donna subdola e priva di scrupoli, pronta a tutto pur di conquistare Alessandro.

## Personaggi e interpreti

### Personaggi principali
- Marilena Guzmán (Catherine Fulop): è una ragazza bellissima e viziata che studia al San Lazzaro, il collegio privato dove insegna Alessandro Ruiz, il professore di lettere del quale si prenderà gioco facendolo innamorare e solo dopo se ne innamorerà perdutamente. È una studentessa svogliata e pigra ed è un disastro in matematica, la materia insegnata dalla professoressa Maria Chiara Martinez (che considera sua rivale in amore). All'inizio è immatura, cinica, arrogante e capricciosa, dedita alle frivolezze e al divertimento grazie anche alla relazione che ha con l'irruento Lorenzo ma la morte di quest'ultimo la segnerà profondamente e con il tempo maturerà e diventerà una donna gentile e altruista. Le è stato impedito di avere una madre grazie agli intrighi di sua zia Luciana che fecero separare Maurizio e Lucilla. In realtà Lucilla e Maurizio non sono i veri genitori della ragazza. Lucilla rapirà Marilena ancora in fasce per salvarla dalle grinfie di una diabolica setta haitiana. Sarà perseguitata e terrorizzata da Julien Godard, il suo professore di francese e membro di spicco della setta che vorrebbe riportarla ad Haiti secondo i canoni della setta religiosa di cui fa parte. Abbandona suo figlio Chicco in un profondo momento di crisi, ma dopo averlo cercato per anni alla fine i due si ricongiungono. Da quel momento in avanti sarà una figura materna sempre presente per il figlio, non esitando ad andare in carcere al suo posto quando questi verrà ingiustamente sospettato dell'omicidio di Maria Chiara, e a mettere a repentaglio il suo matrimonio con Alessandro.
- Alessandro Ruiz (Fernando Carrillo): è il professore di lettere del collegio San Lazzaro. Bello, affascinante e idolo delle ragazze del college. Vive da solo con la madre Marta che ha per lui un attaccamento morboso, quasi maniacale e non tollera figure femminili al suo fianco. Verrà sedotto da Marilena per puro gioco ma da persona seria qual è si rende conto che la storia non potrebbe funzionare sposa con Maria Chiara per sfuggire al sentimento che prova per Marilena e costruirsi una famiglia. Dopo il matrimonio con Maria Chiara però capisce di amare solo Marilena e alla fine, dopo aver ottenuto il divorzio da Maria Chiara, si sposa con lei. Il matrimonio sarà un vero inferno visto che la coppia è del tutto incompatibile. Come se non bastasse, Marilena chiede il divorzio per correre tra le braccia di Lorenzo ma Alessandro, irremovibile, si rifiuta di concederglielo. Riceve in eredità dallo zio una forte somma di denaro che le permette di cambiare completamente vita e rileva la casa di Marilena dove va a vivere con la madre. All'inizio non vuole riconoscere suo figlio Chicco perché è convinto che sia l'amante della moglie, arrivando persino a chiedere (e ottenere) il divorzio da lei. Nel corso della storia attirerà l'attenzione anche della sorella gemella di Maria Chiara, la perfida Maria Paola, arrivando persino sul punto di sposarla pur non avendo mai smesso di amare Marilena.
- Maria Chiara Martinez (Hilda Abrahamz): Maria Chiara è la dolce e timida professoressa di matematica del San Lazzaro. È il bersaglio preferito di Marilena con la quale avrà diversi scontri. È segretamente innamorata di Alessandro e i due si sposano anche per un breve periodo. Osteggiata fin da subito da Marta, la madre del ragazzo che le farà vivere un vero inferno, salvo poi amaramente pentirsene. Decide di farsi da parte quando capisce che il marito è innamorato di Marilena e cercherà di rifarsi una vita con Davide, sua vecchia fiamma, ma l'uomo, mentalmente instabile, farà perdere le sue tracce dopo un misterioso incidente. Abbraccia la via religiosa e in seguito, seppur titubante decide di farsi suora. Scamperà per miracolo alla morte dopo che Davide, riapparso nuovamente, cercherà di bruciarla viva. Verrà uccisa dalla sorella gemella Maria Paola, una donna fredda e calcolatrice disposta a tutto pur di conquistare Alessandro.
- Maria Paola Martinez (Hilda Abrahamz): Gemella di Maria Chiara della quale fisicamente ne è la copia conforme ma non caratterialmente. Persona abietta, meschina e priva di ogni scrupolo, appare nella seconda parte della storia ed esordisce uccidendo lo Zio Giordano, reo di volere lasciare parte delle proprietà alla sorellastra Lucia che si era recata nella tenuta dopo avere perso la famiglia nel terribile incidente. Si reca in città facendo visita alla sorella Maria Chiara e dopo avere conosciuto Alessandro farà di tutto pur di averlo arrivando a calpestare e uccidere chi si metterà sulla sua strada, compresa la gemella Maria Chiara. Nemica giurata di Marilena ordirà diabolici piani pur di distruggere la vita della donna. Cercherà di ammazzare, senza successo, la sorellastra Lucia che riuscirà a vendicarsi mettendole alle calcagna la polizia. Pur di farla franca e scampare all'arresto, si farà iniettare una sostanza da un complice che le procurerà una morte apparente. Il caso però vuole che il complice venga arrestato prima di potere intervenire svegliandola e la perfida donna verrà seppellita viva. Morirà soffocata nella tomba. È l'antagonista principale nella seconda parte della storia.
- Marta Aponte Ruiz (Rosita Vasquez): è la madre autoritaria e possessiva di Alessandro. È molto gelosa del suo unico figlio, ragion per cui non vede di buon occhio nessuna delle sue pretendenti (prima Maria Chiara e Jennifer, poi Marilena). Ha reso la vita di Maria Chiara un vero inferno quando era sposata con il figlio ma si renderà conto che la donna di indole buona non era un pericolo. Chiederà perdono a Maria Chiara e la implorerà di non lasciare Alessandro quando ormai sarà troppo tardi. Acerrima nemica di Marilena, sarà lei che la caccerà di casa incinta e mentalmente instabile, cosa che la porterà ad abbandonare il figlio. Col tempo prende consapevolezza di tutti i suoi errori e impara a volere bene alla nuora, non esitando a schierarsi dalla sua parte e contro il suo stesso figlio quando questi deciderà di sposarsi con la perfida Maria Paola. È molto legata ai suoi due nipoti Chicco e Sabrina.
- Alessandro "Chicco" Ruiz Guzmán (Manuel Carrillo): è il figlio sedicenne di Marilena e Alessandro. Abbandonato dalla madre subito dopo il parto, viene cresciuto da Cristina, una tassista di umili origini. Ritrova sua madre ormai adolescente. All’inizio non riesce a perdonarle il fatto di averlo abbandonato, ma con il tempo imparerà a volerle bene. S'innamora (ricambiato) di Sabrina, la figlia adottiva di Marilena e Alessandro.
- Sabrina Ruiz Guzmán (Hylene Rodríguez): è la figlia adottiva di Marilena e Alessandro. S'innamora di Chicco ma reprime i suoi sentimenti credendolo suo fratello. Quando scopre di essere stata adottata inizia una storia con lui, ma viene colpita da una grave malattia che la costringe a partire per gli Stati Uniti per potersi operare. Tornata a Caracas si convince che Serena, una compagnia di classe, aspetti un figlio da Chicco, per cui decide di farsi da parte. Si prende una cotta per Marco (Enrico), ma alla fine capisce che il suo unico amore è Chicco.
- Alvaro Dos Santos (Roberto Moll): è un socio di Alessandro che s'innamora perdutamente di Marilena, la quale arriverà addirittura a sposarlo per riconoscenza. È una persona dal carattere molto ambiguo e con parecchi scheletri nell'armadio. Dopo avere complottato con Maria Paola, si schiera dalla parte di Lucia e la difenderà da diversi attentati orditi dalla sorellastra. Tuttavia il matrimonio con Marilena avrà vita breve, non solo perché Marilena non ha mai smesso di amare Alessandro, ma anche perché Alvaro scoprirà di essere bigamo visto che la moglie Marcella che lui aveva cercato di assassinare è ancora viva e reclama vendetta. Investe volontariamente Alessandro e gli procura una paralisi e una cecità temporanee. È il padre naturale di Sabrina.

### Personaggi secondari
- Maurizio Guzmán (Guillermo Ferrán): è il padre di Marilena. È un donnaiolo che apparentemente ha sempre trascurato la figlia, ma che in realtà ama molto e finisce sempre per cedere ai suoi capricci. Sobillato dalla terribile sorella Luciana, abbandona Lucilla e le porta via Marilena, impedendole di fatto di crescere con una madre. Si riappacificherà con Lucilla chiedendole perdono e insieme a lei partirà per l'estero, ignaro della catastrofi e dei drammi che comincerà ad affrontare Marilena. Ritornerà dalla figlia solo dopo la morte di Lucilla. Dopo aver avuto una storia con Rosalba, la vera madre di sua nipote Sabrina, alla fine trova la stabilità affettiva con Jennifer, la preside del collegio San Lazzaro, la donna con la quale aveva cercato di avere una relazione molti anni prima.
- Lucilla Monsalve (Ileana Jacket): Prima moglie di Maurizio Guzman e ufficialmente madre di Marilena, gestisce un locale trendy con la sorella Rita. Allontanata dalla famiglia grazie agli intrighi della cognata Luciana che plagerà Maurizio, si trasferirà all'estero e non avrà la possibilità di crescere Marilena. Rientrerà parecchi anni dopo cercando di fare valere i suoi diritti ma verrà osteggiata ancora una volta da Luciana e da Maurizio. Come se non bastasse deve continuamente gestire gli attacchi di Julien Godard, membro di una setta haitiana che è aĺla ricerca di Marilena. In seguito confesserà che Marilena non è veramente figlia sua e di Maurizio ma che era stata rapita ancora bambina per strapparla ai membri della setta religiosa che ora cercano vendetta. Si riappacificherà con Maurizio e i due andranno a vivere all'estero.
- Julien Godard (Antonio Machuca): insegnante di francese al Collegio San Lazzaro. Stimato dai superiori e dai colleghi ma con un passato inquietante da nascondere. Di origini haitiane è un membro di spicco della setta intenzionata a riavere Marilena. Dopo avere scoperto che Lucilla è rientrata in città comincerà a minacciarla per cercare di scoprire che fine ha fatto la bambina che la donna aveva rapito per salvarla. Più tardi comincia ad intuire che quella bambina è proprio Marilena e inizierà a terrorizzarla agendo sempre nell'ombra. Renderà un inferno le vite di Lucilla, Patrizia e Marilena. Riuscirà a rintracciare Patrizia e Marilena in fuga e proprio mentre quest'ultima e prossima al parto ma verrà ucciso dopo uno scontro a fuoco con la polizia che lo pedinava da tempo. È l'antagonista principale nella prima parte della storia.
- Suor Teresa (America Barrios): La religiosa è la direttrice del collegio San Lazzaro nella prima parte della vicenda. Persona umile e accomodante si ritroverà a gestire i comportamenti sopra le righe di Marilena, vista come un pericolo per la reputazione del collegio e tenterà di tutto per redimerla, anche coinvolgendo il padre della ragazza. Successivamente, a malincuore, prenderà atto della relazione tra Alessandro e Marilena. Uscita di scena, il suo posto verrà preso da Jennifer.
- Cristina Martínez (Virginia Urdaneta): è la tassista alla quale Marilena aveva affidato il figlio appena nato. Quando Marilena si ripresenta nelle loro vite, gelosa e timorosa di perdere Chicco, cercherà di ostacolare il loro ricongiungimento. In realtà ha un cuore buono, e alla fine incoraggerà Chicco a perdonare la sua vera madre Marilena.
- Patrizia (Gladys Ibarra): è la governante di casa Ruiz Guzmán, ed è molto affezionata a Marilena che considera come una figlia, avendola vista crescere. È l'unica in casa Guzman ad essere a conoscenza delle vere origini di Marilena che in realtà non è la vera figlia di Maurizio e Lucilla. Era solo una bambina quando Lucilla la rapì per salvarla da una setta di fanatici haitiani. Nemica giurata di Julien Godard con il quale avrà diversi scontri pur di proteggere e difendere Marilena.
- Lucia Martinez (Zulay Garcia): è la sorellastra di Maria Chiara e Maria Paola. È molto affezionata alla sorella Maria Chiara con la quale condivide la casa. Lavora come sarta. È vedova e madre di due figli. Si risposa nuovamente alcuni anni dopo con un collega di Maria Chiara ma perderà l'intera famiglia in un terribile incidente, evento che farà vacillare il suo equilibrio psichico. Si trasferisce per un certo periodo nella tenuta di campagna dove vivono suo zio Giordano e la sorellastra Maria Paola, gemella di Maria Chiara. Detesta Maria Paola dopo avere scoperto che ha assassinato lo zio Giordano e aver capito la sua natura malvagia. Quest'ultima infatti non esiterà a farla passare per pazza facendola internare ma grazie all'aiuto di qualcuno, Lucia uscirà dalla clinica. Vista come una pericolosa minaccia, Maria Paola tenterà di ucciderla gettandola in mare e sparandole addosso. Lucia sopravvive miracolosamente perché salvata da Paolo e si stabilirà nel villaggio sul mare. Da questo momento dedicherà la sua esistenza a cercare di portare alla luce tutti i crimini di Maria Paola.
- Rosalba Maldonato (Dalila Colombo): è la vera madre di Sabrina. Dopo aver ritrovato la figlia cerca di metterla contro i suoi genitori adottivi. Quando Sabrina viene colpita da una grave malattia, Rosalba la porta negli Stati Uniti per affidarla alle cure dei migliori specialisti, ma approfitterà della situazione per allontanarla dalla sua famiglia, facendo credere a tutti che sia morta. Ha una breve relazione con Maurizio Guzmán.
- Padre Agostino (Dante Carle): è un prete detective che prende molto a cuore Chicco. Quando quest'ultimo viene ingiustamente sospettato dell'omicidio di Maria Chiara si schiererà subito dalla sua parte. Credendo anche nell'innocenza di Marilena, intuisce il coinvolgimento di Maria Paola e farà di tutto per incastrarla.
- Viviana Lopez (Marisela Buitriago): è la cameriera di casa Ruiz Guzmán che intreccia una relazione extraconiugale con Alessandro. Cacciata dalla casa dei padroni riapparirà anni dopo ricattando i protagonisti e chiedendo forti somme di denaro per non svelare a Sabrina di essere stata adottata. Ritroverà Marilena in carcere qualche anno dopo, poiché Marilena si era ingiustamente accusata del delitto di Maria Chiara per proteggere il figlio e gliene farà passare di tutti i colori. In seguito finisce di scontare la sua pena nello stesso ospedale dove lavora Marilena. Accusata dal personale medico di pianificare le fughe di altre detenute che scontano la pena in ospedale, verrà difesa inaspettatamente proprio da Marilena e verrà ritenuta estranea ai fatti. Questo evento la porterà a riflettere sul male gratuito che aveva fatto a Marilena e resasi conto che la protagonista è veramente in balia degli eventi e di gentaglia che vuole distruggergli la vita, inizierà a mostrare il suo lato buono. Ha una relazione con Enrico.
- Enrico Rodriguez (Ricardo Garcia): è il fidanzato di Viviana. Insieme a Viviana ricatta Marilena per estorcerle del denaro, minacciandola di rivelare ad Alessandro la sua relazione con Chicco (che in realtà è suo figlio). In seguito si avvicina a Sabrina facendole credere di chiamarsi Marco con l'intenzione di rapirla. S'innamorerà veramente di lei ma verrà ucciso in uno scontro a fuoco con la polizia.
- Lorenzo Santana (Adolfo Cubas): soprannominato da Marilena "bellissimo", primo fidanzato di Marilena, detesta Alessandro perché vorrebbe Marilena tutta per sé, ma sa che la ragazza ha occhi solo per il suo professore di lettere. Stanco di subire i capricci di Marilena ed essere usato come tappabuchi, la lascia perdere e intreccia una relazione con l'assennata Susanna. Marilena, dal canto suo, si rende conto che il matrimonio con Alessandro non funziona e si riavvicinerà a Lorenzo che però la respinge e la allontana definitivamente dalla sua vita. Marilena che non sopporta un affronto simile, cercherà con ogni mezzo di separare il ragazzo da Susanna ormai prossimi al matrimonio. Un giorno Lorenzo sale casualmente sul taxi di Cristina e scopre che è la donna alla quale Marilena aveva affidato il figlio. Il ragazzo si precipita da Marilena per informarla del fatto ma il destino sarà nefasto. Lorenzo viene investito da un'auto e muore in ospedale davanti a una Marilena in lacrime e seriamente pentita per tutti i danni e il male fatti al ragazzo. Lorenzo spira non riuscendo a rivelare nulla a Marilena.
- Marcella Salvatierra (Helianta Cruz): è la prima moglie di Alvaro Dos Santos. Quando ricompare rivela che il marito anni prima tentò di ucciderla. Credendola morta, l'uomo si era risposato con Marilena, senza sapere che in realtà Marcella fosse sopravvissuta. All'inizio prova antipatia per Marilena che considera una usurpatrice, ma cambia idea dopo averla conosciuta e aver capito che in realtà la donna non è innamorata di Alvaro, bensì del suo ex marito Alessandro.
- Jennifer Sepulveda (Rita de Gois): collega di Alessandro e Maria Chiara, è l'insegnante di inglese sopra le righe del collegio San Lazzaro, l'unica in grado di tenere testa a Marilena Guzman. Appena arrivata al college si rende subito conto che la situazione relativa al comportamento delle allieve è peggio di quanto pensasse e cercherà di gestire la situazione con approcci fuori dal comune. Di temperamento esuberante mette fin da subito gli occhi su Alessandro, cosa che la porterà ad essere detestata da Marilena e dalla madre del professore. Quando Jennifer si renderà conto che Maria Chiara è innamorata del professore, si farà da parte ma resterà per lei sempre una buona amica. In seguito, rimasta l'unica figura storica tra il corpo insegnanti, diventa preside del collegio e si troverà al centro delle storie che coinvolgeranno Sabrina, Alessando Jr, Serena. inizierà una storia con Maurizio Guzmán, il padre di Marilena alla fine.
- Monica Izaguirre e Barbara Urdaneta (Sandra Juhasz e Barbara Urdaneta): sono le migliori amiche di Marilena dai tempi del San Lazzaro. Tra il figlio di Monica (Giancarlo) e Chicco (il figlio di Marilena) non corre buon sangue, ma la loro amicizia rimarrà sempre ben salda. Monica sarà sempre una figura presente nella vita di Marilena e la supporterà in diverse situazioni. Barbara invece con il passare degli anni s'innamora di Alessandro, e questo sentimento la spinge a tradire Marilena. Parte dopo aver deciso di riconciliarsi con il marito, non prima però di essersi riconciliata con la sua amica Marilena alla quale chiede perdono.
- Comm. Roberto Bressanuti e Isp. Adalberto Suarez (Felipe Mundarain e Roberto Luque): sono i due poliziotti che indagano sul caso dell'omicidio di Maria Chiara Martinez. All'inizio si convincono che il vero responsabile sia Chicco, ma poi Marilena si accusa del delitto. Nessuno dei due crede alla versione di Marilena, soprattutto l'ispettore Suarez (che non rimane indifferente al fascino della donna). Grazie all'aiuto di Lucia incastreranno Maria Paola, senza però riuscire ad arrestarla a causa della morte della donna.
- Giacinto Oropeza (Leonardo Oliva): professore e collega di Alessandro, è molto legato a sua figlia Serena. S'innamora di Cristina, tuttavia i due non avranno mai una storia, poiché partirà per l'Europa insieme alla figlia per cercare di aiutarla a risolvere i suoi problemi psichici.
- Serena Oropeza (Gabriela Gerbes): è la figlia del professor Oropeza. Compagna di classe di Sabrina, con il tempo si lega morbosamente a Chicco fino ad ammalarsi di nervi. Prima fa credere a tutti di aspettare un figlio da lui, poi tenta di uccidere Sabrina spingendola dalle scale. Alla fine lascerà Caracas insieme al padre per andare a curarsi in Europa.
- Luciana Guzmán (Carmen Alicia Mora): è la sorella di Maurizio Guzmán nonché zia di Marilena. Donna dura e austera non vede di buon occhio la relazione tra la nipote e il professor Ruiz, che non considera all'altezza di Marilena. Frustrata e amareggiata, sarà una figura invasiva e disturbante nella vita del fratello e della nipote ai quali arrecherà più danni che vantaggi. È stata l'artefice di diversi intrighi che hanno portato alla rottura Maurizio e Lucilla. Cercherà con ogni mezzo di non fare riavvicinare Lucilla e Marilena ma verrà seriamente punita dalla vita. Morirà a causa di un male incurabile.
- Damiano Zambrano (Frank Mendez): è il tirapiedi di Maria Paola, apparentemente sua assistente e autista, in realtà un freddo assassino. Tenterà di uccidere Lucia (la sorellastra di Maria Paola) senza però riuscirci. Verrà infine ucciso dalla stessa Maria Paola in quanto diventato testimone scomodo.

## Trasmissione nazionale in Italia
- Rete 4, 1990
- Odeon Tv, 1994
- Lady Channel, 2008 - 2012
- Donna Tv canale 163, 2018